# 彌陀區

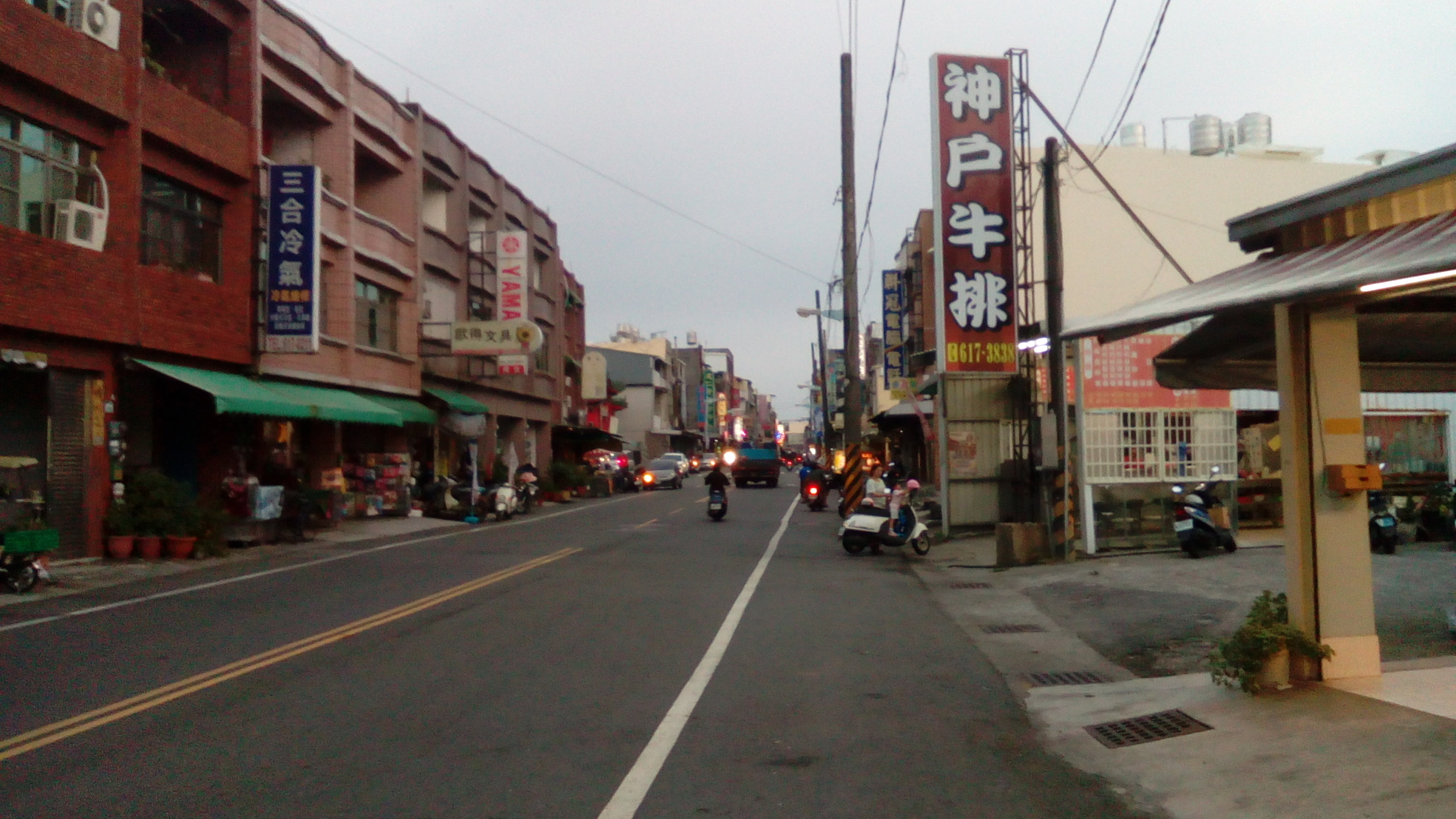
彌陀區中正路一帶街景

彌陀區，舊稱「彌羅港」、「彌陀港」，前身「彌陀鄉」，位於臺灣高雄市西部沿海，地處高雄平原北邊邊緣。北邊以阿公店溪為界鄰永安區，東以岡山空軍機場接岡山區，西濱臺灣海峽，南接梓官區。當地地形平廣，除東南部漯底山為泥火山地形，其餘皆為平原。

## 地名由來
清康熙24年（1685年）《台灣府志》地名為「彌羅港」、「微羅港」或「眉螺港」，可能出自馬卡道語的viro一詞，意為「竹子」，港則內海潟湖。 「彌羅」後音轉為佛家的西方教主「彌陀」。

## 轄區歷史

### 明鄭時期
歸入萬年縣仁壽里。

### 清領時期
改為鳳山縣仁壽上里，轄有五分仔、三點山仔、大山仔、頂鹽埕、下鹽埕、管甫山、港口崙、彌陀港、頂漯底、下漯底、知高寮等十一庄。

### 日治時期
隸屬臺南廳阿公店支廳彌陀港區，後又改為高雄州岡山郡彌陀庄。原三點山仔、大山仔、管甫山為港外沙洲，光緒十七年與民國三十五年前後遭海水侵蝕，居民先後搬至海尾、知高寮、五分仔等地居住。

### 戰後時期
1945年12月改為高雄縣彌陀鄉，1950年3月分出永安鄉，1951年4月分出梓官鄉。2010年12月25日因應五都改制，併入高雄市，稱高雄市彌陀區。

### 聚落歷史

#### 彌陀港
明鄭永曆十五年，福建漳州府南靖縣人吳壽來台開墾彌陀港，後吳壽弟弟(一說親戚)隨高開台祖高和祖籍福建泉州府晉江縣、易、李、林、陳、蔡等族人渡台共同開墾彌陀港中部地區，形成農業集村，同姓多共居，大吳居住在彌靖里主要幹道兩旁；小吳居住在彌仁里南部；易、高兩姓居住在彌靖里彌陀國小以南；陳姓在彌仁里北部；蔡姓在彌壽里西北；李姓在彌壽里中部；林姓在彌壽里南部。

#### 漯底
孫姓的開台祖孫候連、孫候瑞兩兄弟至福建泉州府南安縣來台，開墾漯底山下地區，所謂上漯底庄；同時又有蔡姓族人移居到漯底山下西南邊，建下漯底庄。

#### 鹽埕
本庄張姓家族原於福建泉州府同安縣，後往台南府城（東門街附近）居住，清乾隆年間，彌陀港一帶設有瀨西鹽場，需要大量曬鹽工，遂移居鹽埕，期間有謝、李姓從瀨南鹽場遷居，分成頂鹽埕、下鹽埕兩庄，且在明治三十年間一度成為彌陀區行政中心。

#### 海尾
開庄家族為宋氏，其開台祖宋賀光於清康熙末年來台，初居竿蓁林，後宋賀光子宋淵遷居彌陀港，因築魚塭技巧高超，道光二十四年移居內海中的積地，遂取名為海埔仔，又稱海尾。

## 人口
根據高雄市政府民政局統計，2024年底彌陀區戶數約7千戶，人口約1.8萬人，區內人口最多與最少的里分別是南寮里與彌仁里，2024年底兩里人口分別為2,345人與558人。

## 政治

### 歷任首長

#### 鄉長時期
| 屆次     | 姓名   | 備註 |
| -------- | ------ | ---- |
| 官派     | 高文良 |      |
| 鄉代選出 | 高文良 |      |
| 1        | 李龍飛 |      |
| 2        | 李東燦 |      |
| 3        | 李東燦 |      |
| 4        | 莊玉霖 |      |
| 5        | 莊玉霖 |      |
| 6        | 張玉松 |      |
| 7        | 孫啟明 |      |
| 8        | 黃樹霖 |      |
| 9        | 黃樹霖 | 過世 |
| 9        | 謝春正 | 補選 |
| 10       | 謝春正 |      |
| 11       | 林天霖 |      |
| 12       | 吳榮重 |      |
| 13       | 蔡金河 |      |
| 14       | 蔡金河 |      |
| 15       | 張文山 |      |

#### 區長時期
| 任次 | 姓名   | 備註 |
| ---- | ------ | ---- |
| 1    | 張文山 |      |
| 2    | 羅長安 |      |
| 3    | 歐劍君 |      |
| 4    | 陳景星 |      |

### 區政組織
彌陀區公所是高雄市政府在彌陀區的派出機關，在中華民國政府架構中為市政府綜理區政的執行機關，上級業務監督機關為高雄市政府。区长由市長任命，其任期為無任期保障。在區長及主任秘書之下，設有3課4室等7個內部單位。

### 行政區劃
彌陀區轄有文安里、光和里、南寮里、海尾里、過港里、漯底里、彌仁里、彌陀里、彌靖里、彌壽里、舊港里、鹽埕里等里。
梓官區戶政事務所與彌陀區及永安區戶政事務所，自103年3月1日起整併為「高雄市梓官戶政事務所」，原永安區及彌陀區戶政事務所，改稱「永安辦公處」及「彌陀辦公處」。

## 宗教信仰

### 道教和臺灣民間信仰
- 彌壽宮

位於彌壽里，為彌陀庄境主，祭祀天上聖母。
據彌壽宮重建碑文記載：
瀨南瀨西兩處乃前清臺灣府屬之鹽埕，天上聖母係府守尊禮，在瀨南場內，故銜得府正堂之稱。迨彌陀港道填塞，鹽田隨之以廢；聖母神像迎留境內崇敬，逐年輪甲過頭。後至咸豐丁已，三庄人等興建廟宇於福德祠西側，號曰彌壽宮。復因分金有被偷徒嫌疑，越及同治年辛末，又移分金數武於西而重建。今春，自西而東展築重修，肭中再雕殿媽諸神飾新，立石以誌之。
由碑文得知，彌壽宮所祀天上聖母原本位於瀨南鹽場內，後因彌陀港道阻塞，鹽場廢置，神像留於庄內輪流供奉，但常起衝突，遂於清咸豐丁巳年間建廟，曰彌壽宮。
- 玄天宮

位於彌靖里，為本里之信仰中心，於清咸豐年間，本庄吳姓先人至其故鄉迎來玄天上帝供奉，起初祀於吳姓大廳，日後信徒漸漸增加，香火日趨鼎盛，遂於民國四十五年立公厝，又於民國八十五年重建廟宇，配祀福德正神、註生娘娘。主要供奉姓氏為吳、易、高三姓。
- 三和宮

位於彌仁里，主祀池府千歲，配祀吳府千歲、三太子。香火是由小吳(吳壽弟弟)從中國大陸所攜來，起初同樣於各家大廳祭拜，後至民國五十八年建廟完成。主要供奉姓氏為吳、李兩姓。
- 瀨南場代天府

位於鹽埕里，奉祀池府王爺，香火為張姓先人於清乾隆二十一年攜來，供奉於自宅。日治時期時因其子孫將香火藏匿，所得保留。《鳳山縣采訪冊》記載建於光緒元年（1875），為本區古老廟宇之一。
- 安樂宮

位於鹽埕、過港(頂鹽)兩里之間，奉祀天上聖母(二媽)，於清乾隆二十九年(1764)於泉州港出海，幫助海商渡船至打狗的護船媽，航船駛進過港內外海域，夜晚海起狂風巨浪，打翻航船，二媽顯化將金身送上沙堤林投邊，當夜晚靈光閃現，村民前去觀察情況並拾回金尊回家奉祀，當時搭建竹寮朝夕香禮，日後弟子請去行醫濟世，戰後耆老請回金尊，並於民國四十九年(1960)興建殿宇，民國五十年(1961)完工慶成安座，號曰『安樂宮』；後因建築結構老舊不堪使用，於民國九十二年(2003)動土重建，並於民國一百年(2011)完工，成為鹽港地區的境主。
- 清和宮

位於光和里(下寮)，奉祀天上聖母(三媽、官衙媽)，因私家奉祀神聖散置各處，無固定信仰中心，所以積極倡導集中奉祀，並於民國五十六年(1967)召開信徒大會及籌措工程、興建工程和興建公厝，號曰『清和宮』，並向《彌壽宮》奉請三媽為主神，而私家奉祀的神祇有林府千歲、東嶽大帝、保安公、保安媽、池府千歲 吳府千歲等，一同建立了此廟，也成為光和里的信仰中心及境主。 
- 齊天宮

位於海尾里，奉祀齊天大聖、觀音佛祖、朱府千歲、溫府千歲、萬府千歲、池府千歲等，居民原居大山仔，後因昭和九年(1934)大水而遷居此處，民國四十三年(1954)興建廟宇齊天宮，民國六十八年(1979)時曾重建。

### 基督宗教
| 宗派             | 教會（禮拜堂 / 聖堂）  |
| ---------------- | ---------------------- |
| 臺灣基督長老教會 | 彌陀教會、文安教會     |
| 浸禮宗（浸信會） | 中華基督教浸信會真道堂 |
| 召會             | 高雄市召會新生街會所   |

## 特色
- 皮影戲
- 龜甲香醬園
- 草蓆
- 斗笠
- 蔦松文化

## 教育

### 國民中學
- 高雄市立彌陀國民中學(1972)：高雄市彌陀區海尾里進學路136號[5]

### 國民小學
- 高雄市彌陀區彌陀國民小學(1913)：高雄市彌陀區彌靖里中正路213號[6]
- 高雄市彌陀區壽齡國民小學(1952)：高雄市彌陀區文安里國校路1號[7]原文吉國民學校，為感念張壽齡先生慨捐建校土地之德意，於民國47年8月1日更名為「壽齡」
- 高雄市彌陀區南安國民小學(1953)：高雄市彌陀區漯底里樂安路1號[8]

## 交通

### 快速公路
- 台61線（規畫中）
  - 光和路交流道

### 公路
- 台17線：鹽埕大路－中正東路－中正南路。北接維仁橋往永安區、路竹區竹滬及興達港；往南至梓官區、楠梓區右昌。

### 公車客運
- 高雄客運
  - 8021 鳳山－彌陀
  - 8043 高雄火車站－台17線－茄萣
  - 8045 高雄火車站－赤崁－舊港口－岡山
  - 紅72 捷運岡山高醫站－橋頭車站－彌陀國小－永安區公所
  - 紅78 捷運岡山高醫站－南寮

## 旅遊

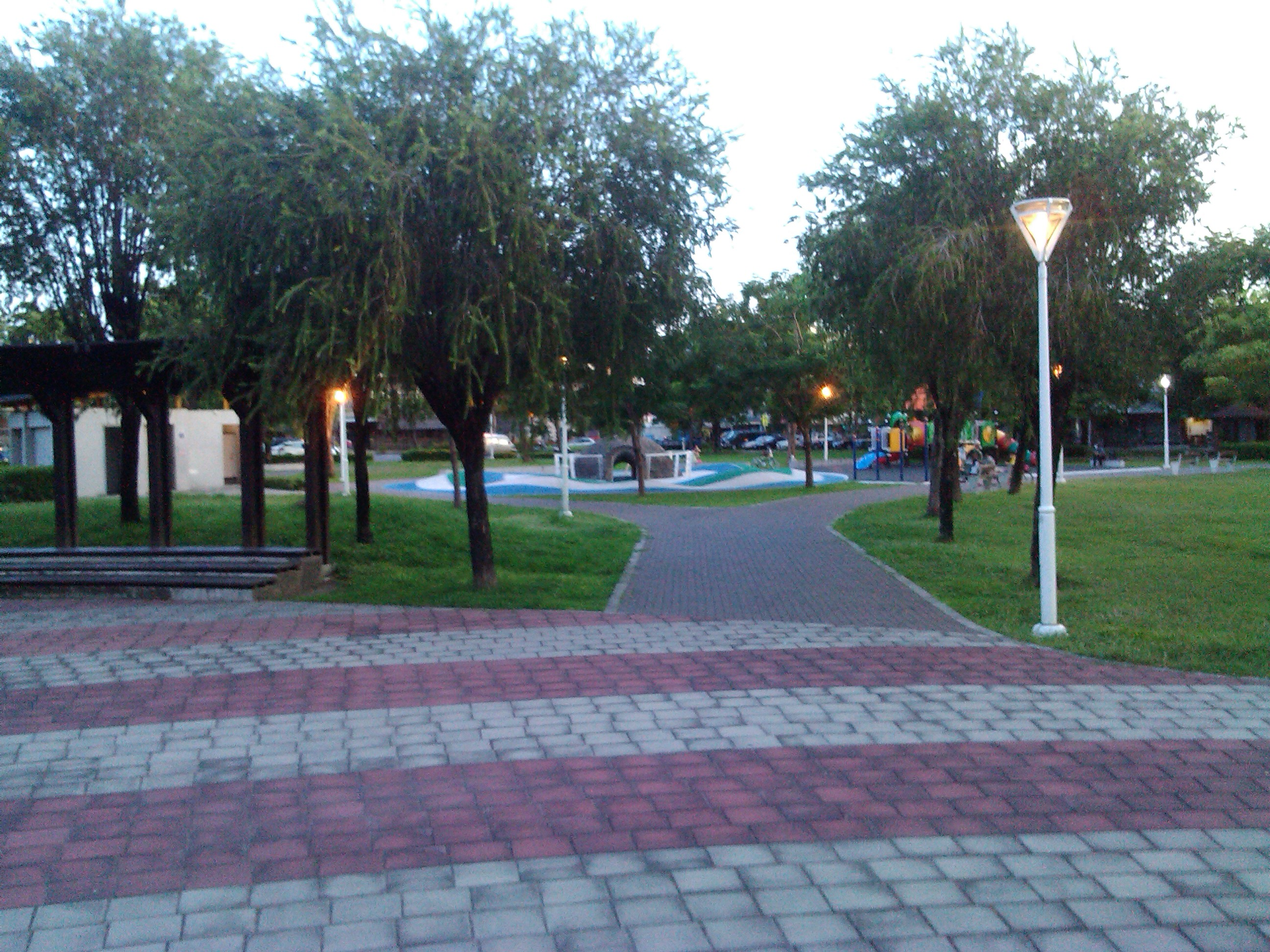
彌陀區彌陀公園

### 人文景點
- 南寮漁港[9]
- 漯底公園
- 彌陀公園
- 海岸光廊
- 愛琴海岸海景渡假農場
- 蔦松文物展示館

### 自然景點
- 漯底山自然公園[10]
- 彌陀濱海遊樂區[11]

## 外部連結
- 彌陀區公所 （页面存档备份，存于）